# Кубок Чехословаччини з футболу
Ку́бок Чехословаччини з футбо́лу (словац. Československý Pohár, чеськ. Československý pohár) — змагання футбольних клубів Чехословаччини під егідою Чехословацького футбольного союзу, що проводився з 1960 року до моменту розпаду Чехословаччини у 1993.

## Історія
До створення цього турніру існувала велика кількість інших кубкових змагань держави: Кубок милосердя (1906–1916), Середньочеський кубок (1918–1942), Кубок Чехії (1940–1946), Спартакіада (1955, 1960).
Крім того, у сезонах 1950/51 та 1951/52 вже проводився Кубок Чехословаччини, але він не отримав статус офіційного від Чехословацького футбольного союзу.

### Кубок милосердя
| Сезон | Володар кубка       | Рахунок | Фіналіст              |
| ----- | ------------------- | ------- | --------------------- |
| 1906  | СК «Сміхов»         | [ 1 ]   | «Метеор-VIII» (Прага) |
| 1907  | СК «Сміхов»         | 3-1     | «Спарта-2» (Прага)    |
| 1908  | «Славія-2» (Прага)  | 4-3     | СК «Сміхов»           |
| 1909  | «Спарта» (Прага)    | 3-1     | СК «Сміхов»           |
| 1910  | «Славія» (Прага)    | 5-2     | СК «Сміхов»           |
| 1911  | «Славія» (Прага)    | 5-1     | АФК «Колін»           |
| 1912  | «Славія» (Прага)    | 4-3     | «Вікторія» (Жижков)   |
| 1913  | «Вікторія» (Жижков) | 2-0     | «Славія» (Прага)      |
| 1914  | «Вікторія» (Жижков) | 1-0     | «Славія» (Прага)      |
| 1915  | «Спарта» (Прага)    | 6-2     | «Спарта» (Кладно)     |
| 1916  | «Вікторія» (Жижков) | 3-0     | «Спарта» (Прага)      |

### Середньочеський кубок
| Сезон | Володар кубка       | Рахунок  | Фіналіст                    | Сезон                     | Володар кубка                                | Рахунок                                      | Фіналіст                                     |
| ----- | ------------------- | -------- | --------------------------- | ------------------------- | -------------------------------------------- | -------------------------------------------- | -------------------------------------------- |
| 1918  | «Спарта» (Прага)    | 4-1      | «Славія» (Прага)            | 1930                      | «Славія» (Прага)                             | 4-2                                          | СК «Кладно»                                  |
| 1919  | «Спарта» (Прага)    | 2-0      | «Вікторія» (Жижков)         | 1931                      | «Спарта» (Прага)                             | 3-1                                          | «Славія» (Прага)                             |
| 1920  | «Спарта» (Прага)    | 5-1      | «Вікторія» (Жижков)         | 1932                      | «Славія» (Прага)                             | 2-1                                          | «Спарта» (Прага)                             |
| 1921  | «Вікторія» (Жижков) | 3-0      | «Спарта» (Прага)            | 1933                      | «Вікторія» (Жижков)                          | 2-1                                          | «Спарта» (Прага)                             |
| 1922  | «Славія» (Прага)    | 3-2      | СК «Чехія Карлін»           | 1934                      | «Спарта» (Прага)                             | 6-0                                          | СК «Кладно»                                  |
| 1923  | «Спарта» (Прага)    | 3-1      | «Славія» (Прага)            | 1935                      | «Славія» (Прага)                             | 4-1                                          | «Богеміанс» (Прага)                          |
| 1924  | «Спарта» (Прага)    | 5-1      | АФК «Вршовіце»              | 1936                      | «Спарта» (Прага)                             | 1-1, 1-0                                     | «Славія» (Прага)                             |
| 1925  | «Спарта» (Прага)    | 7-0      | ЧАФК «Краловські Виногради» | 1937                      | Фінал між «Славією» та «Спартою» не відбувся | Фінал між «Славією» та «Спартою» не відбувся | Фінал між «Славією» та «Спартою» не відбувся |
| 1926  | «Славія» (Прага)    | 10-0     | ЧАФК «Краловські Виногради» | В 1938—1939 не проводився | В 1938—1939 не проводився                    | В 1938—1939 не проводився                    | В 1938—1939 не проводився                    |
| 1927  | «Славія» (Прага)    | 1-0      | «Спарта» (Прага)            | 1940                      | «Вікторія» (Жижков)                          | 5-3                                          | «Спарта» (Прага)                             |
| 1928  | «Славія» (Прага)    | 1-1, 3-2 | «Спарта» (Прага)            | 1941                      | «Славія» (Прага)                             | 13-2                                         | СС «Плінчнер»                                |
| 1929  | «Вікторія» (Жижков) | 3-1      | СК «Лібен» (Прага)          | 1942                      | «Богеміанс» (Прага)                          | 8-6                                          | «Спарта» (Прага)                             |

### Кубок Чехії
| Сезон | Володар кубка    | Рахунок  | Фіналіст             |
| ----- | ---------------- | -------- | -------------------- |
| 1940  | АСО «Оломоуц»    | 3-1, 2-1 | СК «Простеєв»        |
| 1941  | «Славія» (Прага) | 2-3, 6-3 | «Спарта» (Прага)     |
| 1942  | «Славія» (Прага) | 5-2, 5-5 | «Богеміанс» (Прага)  |
| 1943  | «Спарта» (Прага) | 3-1, 7-1 | «Вікторія» (Пльзень) |
| 1944  | «Спарта» (Прага) | 4-2, 4-3 | «Вікторія» (Пльзень) |
| 1945  | «Славія» (Прага) | 1-1, 5-2 | СК «Раковник»        |
| 1946  | «Спарта» (Прага) | 6-0, 3-0 | «Слезська» (Острава) |

### Кубок округу
Проводився між клубами «Славія» і «Спарта» у 1943 і 1944 роках, після скасування Середньочеського кубка
| Сезон | Володар кубка    | Рахунок | Фіналіст         |
| ----- | ---------------- | ------- | ---------------- |
| 1943  | «Славія» (Прага) | 8-4     | «Спарта» (Прага) |
| 1944  | «Славія» (Прага) | 4-1     | «Спарта» (Прага) |

### Кубок Чехословаччини (неофіційний). Спартакіада (1955, 1960)
| Сезон | Володар кубка         | Рахунок | Фіналіст           |
| ----- | --------------------- | ------- | ------------------ |
| 1951  | «Ковосмалт» (Трнава)  | 1-0     | «Арматурка» (Усті) |
| 1952  | АТК (Прага)           | 4-3     | «Сокіл»            |
| 1955  | «Слован» (Братислава) | 2-0     | УДА (Прага)        |
| 1960  | «Руда Гвезда» (Брно)  | 3-1     | «Динамо» (Прага)   |

### Досягнення клубів у кубках (1906—1960)
| Клуб                  | Благодійний кубок | Середньочеський кубок | Кубок Чехії | Кубок Чехословаччини. Спартакіада | Всього |
| --------------------- | ----------------- | --------------------- | ----------- | --------------------------------- | ------ |
| «Славія» (Прага)      | 4                 | 8                     | 3           | -                                 | 15     |
| «Спарта» (Прага)      | 2                 | 9                     | 3           | -                                 | 14     |
| «Вікторія» (Жижков)   | 3                 | 4                     | -           | -                                 | 7      |
| СК «Сміхов»           | 2                 | -                     | -           | -                                 | 2      |
| «Богеміанс» (Прага)   | -                 | 1                     | -           | -                                 | 1      |
| АСО «Оломоуц»         | -                 | -                     | 1           | -                                 | 1      |
| «Ковосмалт» (Трнава)  | -                 | -                     | -           | 1                                 | 1      |
| АТК (Прага)           | -                 | -                     | -           | 1                                 | 1      |
| «Слован» (Братислава) | -                 | -                     | -           | 1                                 | 1      |
| РХ «Брно»             | -                 | -                     | -           | 1                                 | 1      |

## Формат турніру
Форматом кубка було проведення двох окремих турнірів — Кубка Чехії та Кубка Словаччини, переможці яких у фіналі зустрічалися між собою і виборювали трофей. Переможець кубка отримував право виступити в Кубку володарів кубків УЄФА.

## Досягнення клубів у кубку (1960—1993)
| Клуб                  | Кількість | Роки                                           |
| --------------------- | --------- | ---------------------------------------------- |
| Дукла (Прага)         | 8         | 1961, 1965, 1966, 1969, 1981, 1983, 1985, 1990 |
| Спарта (Прага)        | 8         | 1964, 1972, 1976, 1980, 1984, 1988, 1989, 1992 |
| Слован (Братислава)   | 5         | 1962, 1963, 1968, 1974, 1982                   |
| Спартак (Трнава)      | 4         | 1967, 1971, 1975, 1986                         |
| Банік (Острава)       | 3         | 1973, 1978, 1991                               |
| Локомотива (Кошице)   | 2         | 1977, 1979                                     |
| Тескома (Злін)        | 1         | 1970                                           |
| ДАК (Дунайска Стреда) | 1         | 1987                                           |
| ФК Кошице             | 1         | 1993                                           |